# Caramanico Terme
Caramanico Terme är en ort och kommun i provinsen Pescara i regionen Abruzzo i Italien. Kommunen hade 1 855 invånare (2018).